# Steinbach (Jagst, Mistlau)
Der Steinbach ist ein nicht ganz zwei Kilometer langer Bach im Landkreis Schwäbisch Hall im nordöstlichen Baden-Württemberg, der kurz vor dem Weiler Mistlau der Kleinstadt Kirchberg an der Jagst von rechts und Osten in den dortigen Mühlkanal neben der mittleren Jagst mündet.
Rund viereinhalb Kilometer weiter flussabwärts läuft der Jagst im selben Stadtgebiet ein größerer Steinbach ebenfalls von rechts zu.

## Geographie

### Verlauf
Der Steinbach entspringt unbeständig etwa 1,1 km nordöstlich der Ortsmitte des Satteldorfer Weilers Bölgental am Südrand des Anhäuser Waldes zum Feldgewann Langenloh auf etwa 450 m ü. NHN und läuft beständig ungefähr westwärts. Nach rund 500 Metern etwa westlichen Laufs fließt an einer Querung des Bachs durch eine Straße von Bölgental zu den Aussiedlerhöfen Im Morgen von Kirchberg an der Jagst aus dem nördlichen Anhäuser Wald ein zweiter, etwa ein Drittel längerer Quellast südwestwärts zu. Hier erreicht der Bach auch die Gemeindegrenze zur Stadt Kirchberg, und hier beginnt auch die Kerbe der Muschelkalkklinge des Bachs. In dieser waldbewachsenen, engen Schlucht fällt der Bach auf seinem ebenfalls etwa 500 Meter langen Mittellauf von etwa 440,3 m ü. NHN auf etwa 390 m ü. NHN.
Dann durchläuft der Bach, zunächst noch von Ufergehölz begleitet, den unteren Teil des offenen, flacher abfallenden Talbodens einer alten Jagstschlinge, zwischen dem etwa 20 Meter hohen Umlaufberg links und dem 50 Meter höheren alten Prallhang Kropfberg rechts, die beide mit Wald bewachsen sind. Nach etwa 700 Metern auf diesem Unterlaufabschnitt mündet der Steinbach wenig unterhalb des Stauwehrs auf etwa 350,2 m ü. NHN in den dort abgehenden Kanal der Mistlauer Mühle rechts der mittleren Jagst, der weniger als 300 Meter abwärts vor der Flussbrücke des Weilers zurückläuft.
Der Steinbach ist 1,7 km lang und hat auf seinem Gesamtlauf ein mittleres Sohlgefälle von rund 58 ‰.

### Einzugsgebiet
Das Einzugsgebiet des Steinbachs umfasst etwa 1,5 km². Im Norden grenzt das Nachbareinzugsgebiet eines namenlosen Baches an, der in einer Doline versinkt und letztlich über die nächste Nebenklinge des Flusses in der Ortsmitte von Mistlau in die Jagst entwässert. Im Osten laufen zwei Bäche im Bereich der Ruine des Klosters Anhausen ostwärts zum Flinsbach, der in den größeren Jagst-Zufluss Gronach weiter oben am Fluss mündet. An der Südostseite führt der Rotbach den Abfluss jenseits der Wasserscheide ebenfalls zur Gronach. Zwischen der südlichen Einzugsgebietsgrenze und Bölgental läuft das Bölgentalbächlein durch die Weilersklinge der Jagst zu. 
Der überwiegende östliche Einzugsgebietsteil liegt naturräumlich gesehen im Unterraum Bartenstein-Langenburger Platten, der westliche nur mit der alten Jagstschlinge im Unterraum Mittleres Jagsttal der Kocher-Jagst-Ebenen. Der etwas größere Teil des Einzugsgebiets im Südosten gehört zur Gemeinde Satteldorf, der Rest zur Kleinstadt Kirchberg an der Jagst. Der einzige Siedlungsplatz darin ist die Aussiedlerhofgruppe Kirchberger Im Morgen nahe der nördlichen Wasserscheide.

## Geologie
Der Bach entsteht zwischen einer recht hohen Restlage alten Flussschotters im Anhäuser Wald und einer angrenzenden Lösssediment-Schicht, die beide quartären Ursprungs sind. Bald wechselt er in den Lettenkeuper (Erfurt-Formation) über, der in der Umgebung große Teile der Hochebene bedeckt, die vom Oberen Muschelkalk aufgebaut ist, in den sich der Bach anschließend in seiner Klinge eingeschnitten hat. Eine weitere Lage von Flussschotters durchquert er dann auf dem Grund der alten Jagstschlinge. Auf dem niedrigen Umlaufberg steht wie an den Hängen bis ans heutige Jagsttal Oberer Muschelkalk an.
In der Talschlinge gibt es zwei aufgelassene kleine Steinbrüche, am Umlaufberg und jagstnah am rechten Hang Kropfberg, beide sind Geotope. Am Steinbruch am Kropfbergfuß ist ein Bioherm von Muscheln und Crinoiden aufgeschlossen. Die vor Jahrzehnten noch sehr häufigen und gut erhaltenen Bonifatiuspfennige lassen inzwischen starke Verwitterung und Zerstörungen durch Hämmern erkennen.

## Natur und Schutzgebiete
Rund ein Drittel der Hochebene ist waldbestanden, das Offenland besteht größtenteils aus Äckern. Die Steinbachklinge und der größte Teil der alten Jagstschlinge gehören zum Landschaftsschutzgebiet, der kleinere Teil der Schlinge mit dem Umlaufberg und dem Kropfberghang zum Naturschutzgebiet Jagsttal mit Seitentälern zwischen Crailsheim und Kirchberg.

### LUBW
Amtliche Online-Gewässerkarte mit passendem Ausschnitt und den hier benutzten Layern: Lauf und Einzugsgebiet des Steinbachs

Allgemeiner Einstieg ohne Voreinstellungen und Layer: Daten- und Kartendienst der Landesanstalt für Umwelt Baden-Württemberg (LUBW) (Hinweise)
1. 1 2  Höhe nach dem Höhenlinienbild auf dem Hintergrundlayer Topographische Karte.
2. ↑  Höhe nach blauer Beschriftung auf dem Hintergrundlayer Topographische Karte.
3. ↑  Länge nach dem Layer Gewässernetz (AWGN).
4. ↑  Einzugsgebiet abgemessen auf dem Hintergrundlayer Topographische Karte.
5. ↑  Höhe nach schwarzer Beschriftung auf dem Hintergrundlayer Topographische Karte.
6. ↑  Knappe Geotopbeschreibungen des Steinbruchs am Kropfbergs und des Umlaufbergs nach dem Layer Geotop.
7. ↑  Schutzgebiete nach den einschlägigen Layern. Weitere Naturbeschreibungen nach dem Layer Biotope.

### Andere Belege
1. ↑  Wolf-Dieter Sick: Geographische Landesaufnahme: Die naturräumlichen Einheiten auf Blatt 162 Rothenburg o. d. Tauber. Bundesanstalt für Landeskunde, Bad Godesberg 1962. → Online-Karte (PDF; 4,7 MB)
2. ↑  Geologie grob nach: Mapserver des Landesamtes für Geologie, Rohstoffe und Bergbau (LGRB) (Hinweise)